# Canis lupus hodophilax
Canis lupus hodophilax (яп. 日本狼 или ニホンオオカミ, Nihon Ōkami) — самый миниатюрный подвид обыкновенного волка (Canis lupus); обитал на островах Японии. Второй подвид, обитавший на этих островах, называется японским волком (Canis lupus hattai). Оба подвида считаются вымершими. Выделение данного подвида не является общепризнанным.
Canis lupus hodophilax обитал на островах Хонсю, Сикоку и Кюсю Японского архипелага. Полагают, что подвид вымер из-за бешенства, которое было впервые зафиксировано на Кюсю и Сикоку в 1732 г., и из-за истребления людьми. Последний известный представитель подвида умер в 1905 году в префектуре Нара.
По состоянию на 2008 год известно о существовании восьми шкур и пяти чучел Canis lupus hodophilax. Одно чучело находится в Нидерландах, три в Японии, а волк, пойманный в 1905 году, хранится в Британском музее.
У японского волка, датированного XIV—XVIII веками, генетиками определена та же ветвь митохондриального гаплотипа, что и у каниды с Янской стоянки (S805), жившей 28 тыс. лет назад.

## В японской культуре
В японском фольклоре волк-оками наделялся положительными качествами и представлялся как защитник и помощник бедных и уязвимых, предупреждал людей о грядущей природной катастрофе. Волк для японцев был не только животным, но ещё обладал трансцендентальными способностями, являясь воплощением лесного духа, который был хорошо настроен к людям. Однако если в ответ люди не оказывали ему уважение, он тоже мог быть злым.